# Abel Korzeniowski

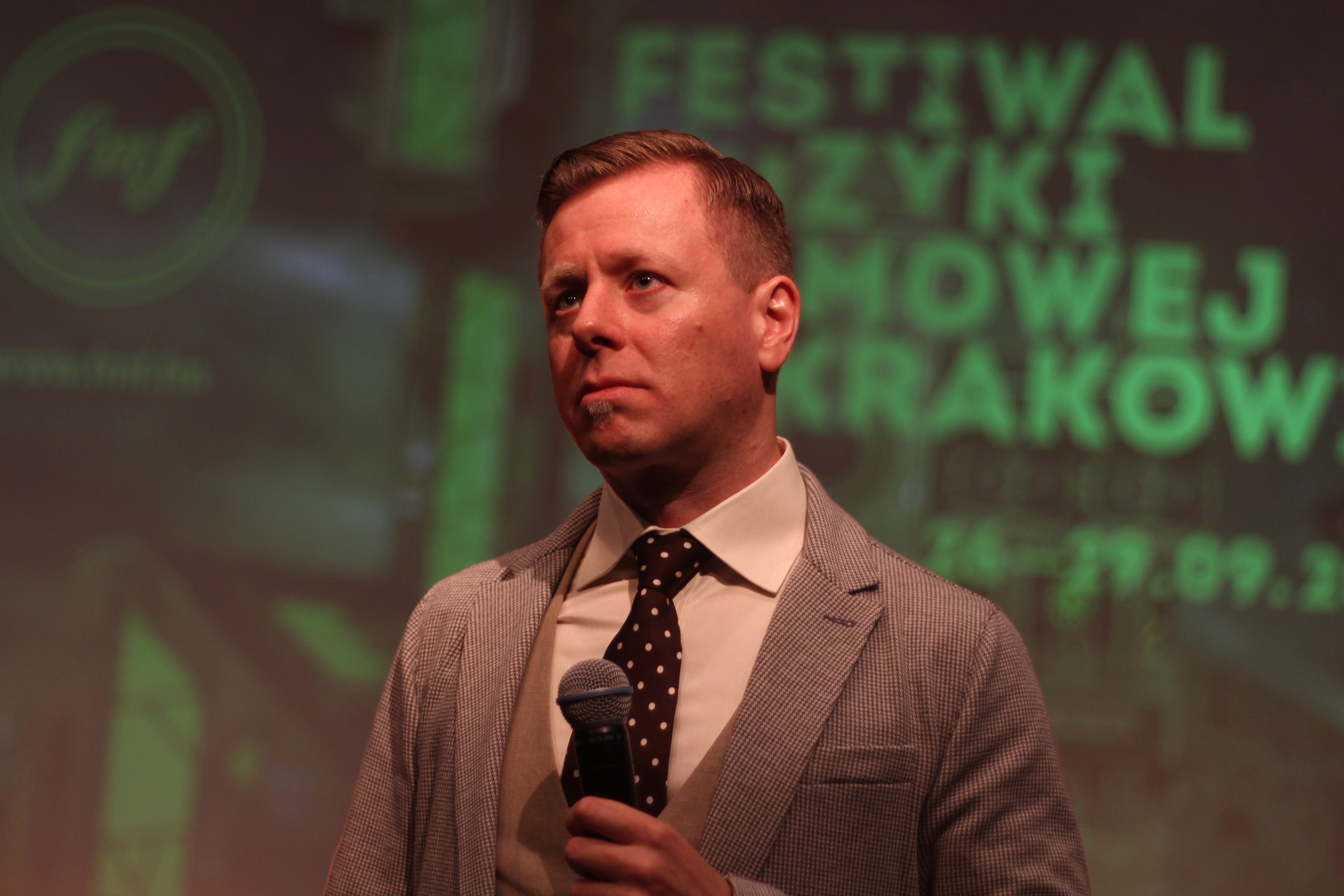
Abel Korzeniowski, 2013

Abel Korzeniowski (* 18. Juli 1972 in Krakau, Polen) ist ein polnischer Filmkomponist.

## Leben und Karriere

### Studium und erste Erfahrungen
Abel Korzeniowski beendete 1996 sein Studium der Instrumentalmusik, besonders spezialisierte er sich auf das Streichinstrument Cello.
Vier Jahre später schloss er sein Studium am Institut für Komposition, Dirigieren und Musiktheorie in Krakau ab. Korzeniowski war in der Klasse von Krzysztof Penderecki.
Seine Kompositionen wurden auf den wichtigsten Filmfestivals in Polen, Deutschland, der Slowakei, Moldawien und der Ukraine aufgeführt. Korzeniowski schrieb auch Musik für Spiel- und Dokumentarfilme.
Im Jahr 1998 erhielt er ein sogenanntes „Creative-Studium“ vom Krakauer Stadtpräsidenten. Zwei Jahre später wurde er für seine Filmmusik auf dem 25. Polnischen Filmfestival in Gdynia mit dem „Goldenen Löwen“ ausgezeichnet.

### Durchbruch
2001 wurde Korzeniowski von der Filmzeitschrift Cinema in die Liste der besten polnischen Filmkomponisten aufgenommen. Im gleichen Jahr hatte seine Sinfonie Hypnose Deutschland-Premiere.
Im Jahr 2002 erhielt er für die Musik zu dem umstrittenen Dokumentarfilm Evolution gute Kritiken.
2004 komponierte Korzeniowski eine neue Partitur für Fritz Langs Science-Fiction-Film Metropolis.
Im darauffolgenden Jahr erhielt er den Golden Knight Award für seine Filmmusik zu Das Wetter für morgen.

### A Single Manund erste große Auszeichnungen
2009 komponierte Korzeniowski die Filmmusik für Tom Fords Regiedebüt A Single Man. Die Musik wurde von Kritikern hochgelobt und mit einer Golden-Globe-Nominierung in der Kategorie Beste Filmmusik bedacht. Korzeniowski musste sich aber Michael Giacchino (Oben) geschlagen geben.
2017 wurde er in die Academy of Motion Picture Arts and Sciences (AMPAS) aufgenommen, die jährlich die Oscars vergibt.

### Privatleben
Im Jahr 2006 zog Korzeniowski nach Los Angeles, um sich stärker seiner Hollywood-Karriere zu widmen.

## Filmografie (Auswahl)
- 2000: Das große Tier (Duże zwierzę)
- 2007: Terra
- 2009: Tickling Leo
- 2009: A Single Man
- 2009: Copernicus’ Star (Gwiazda Kopernika)
- 2011: W.E.
- 2013: Romeo und Julia (Romeo and Juliet)
- 2013: Escape from Tomorrow
- 2014–2016: Penny Dreadful (Fernsehserie)
- 2016: Nocturnal Animals
- 2018: The Nun
- 2020: Der Spion
- 2022: Emily
- 2022: Till – Kampf um die Wahrheit (Till)
- 2024: They See You (The Watchers)

## Auszeichnungen
25. Polnisches Filmfest (1998)
- Goldener Löwe: Beste Filmmusik für Das große Tier

Golden Duck Awards (2001)
- Golden Duck Award Nominierung in der Kategorie: Beste Filmmusik

Ludwik Awards (2002)
- Ludwik Award: Beste Musik zu Theaterstücken

Jancio Wodnik Awards (2002)
- Jancio Wodnik Award: Beste Filmmusik für Ein Engel in Krakau

Golden Knight Awards (2005)
- Golden Knight Award: Beste Filmmusik für Das Wetter von morgen

Golden Globe Awards 2010
- Golden-Globe-Nominierung: Beste Filmmusik für A Single Man